# Ponta Diogo Vaz
A Ponta Diogo Vaz é uma formação geológica costeira de São Tomé e Príncipe, localizada na ilha de São Tomé, a Oeste da província de Lembá. Este acidente geológico localiza-se junto à localidade de Diogo Vaz.